# Investown
Investown je česká crowdfundingová platforma. Společnost byla založena v roce 2019 a platforma byla spuštěna v roce 2021. Tuto platformu využívá více než 120 tisíc investorů, kteří dohromady investovali přes 8 miliard korun.

## Historie
Společnost Investown byla založena Alanem Pockem, Vítem Strnadem, Filipem Sukem a Dominikem Vávrou v roce 2019[zdroj?] za podpory investičního programu Seed Starter České spořitelny.[chybí lepší zdroj] Pro tuto finanční instituci šlo o první startupovou investici v rámci programu.[chybí lepší zdroj] Spuštění samotné platformy proběhlo v roce 2021.[zdroj?]
Než došlo k jasnému regulatornímu vymezení, Česká národní banka udělala společnosti pokutu ve výši 1 milion korun. Investown poté změnil obchodní model, splnil všechny náležitosti platné legislativy a získal licenci udělovanou Českou národní bankou, která mu umožňuje působit jako regulovaný poskytovatel crowdfundingu v celé Evropské unii.
Ve výsledcích za rok 2024 polečnost uváděla objem zainvestovaných prostředků ve výši 3,7 miliardy korun. Obrat společnosti činil ve stejném období 197 milionů korun. Průměrný výše investice vzrostla na 32 762 Kč. Měsíčně platforma vyplácí svým investorům zhruba 22,6 milionů korun.

## O společnosti
Investown využívá model úvěrového crowdfundingu, která umožňuje investice do úvěrů zajištěných nemovitostmi. Platforma je určena jednotlivcům i podnikatelům a zároveň poskytuje alternativní zdroj financování pro developerské projekty. Průměrný základní výnos dosahuje 10,1 % p.a.
V roce 2024 platforma zavedla funkci Autoinvest, která uživatelům umožňuje automatické investování dle předem nastavených parametrů. V minulosti Investown nabízel také model tzv. participace, kdy společnost skrze dceřinou firmu Investown Family s.r.o. vlastnila nemovitosti, do kterých investoři vkládali kapitál.[chybí lepší zdroj] Tento model byl ukončen v červenci 2022.
Zakladatelem a výkonným ředitelem společnosti je Alan Pock. V minulosti působil v oblasti financí a IT v České republice i ve Spojených státech. V rámci Investownu se věnuje především strategickému rozvoji a vztahům s investory. Absolvoval vzdělávací programy zaměřené na finanční technologie a startupové řízení, mimo jiné v Silicon Valley.

## Ocenění
Investown obdržel několik ocenění v oblasti financí. V roce 2024 získal druhé místo v soutěži Zlatá koruna v kategorii FinTech. V roce 2024 obsadil druhé místo v kategorii Ceny čtenářů v anketě CzechCrunch Startup Awards.[ve zdroji nenalezeno][chybí lepší zdroj] Ve stejném roce obdržel také ocenění Bloomreach Integration Sprint Award za nejrychlejší implementaci softwarového řešení v rámci českého trhu.[zdroj⁠?!]